# Eurydesmus alipioi
Eurydesmus alipioi är en mångfotingart som beskrevs av Christoph D. Schubart 1945. Eurydesmus alipioi ingår i släktet Eurydesmus och familjen Chelodesmidae. Inga underarter finns listade i Catalogue of Life.